# 佐伯卓
佐伯 卓（さえき たかし、1951年6月14日 - ）は日本の実業家。東邦ガス社長・会長、日本ガス協会副会長、中部生産性本部会長、愛知県公安委員会委員長等を歴任。藍綬褒章受章。

## 人物
愛知県名古屋市西区生まれ。東海中学校・高等学校を経て、1974年に一橋大学経済学部を卒業し、東邦ガスに入社。
東邦ガスでは企画・財務畑を歩み、ニューヨーク事務所長、常務等を経て、水野耕太郎社長、早川敏生会長の指名を受け、2008年水野前社長の後任として社長に就任。就任時は56歳で大手都市ガス会社の中で最も若い社長となった。
電力会社によるオール電化との競合や、リーマン・ショック等による自動車向け需要や鉄鋼向け需要の減少など、ガス需要が大幅に落ち込む中、床暖房やファンヒーターなどの既存商品のほか、世界初の家庭用燃料電池「エネファーム」の販売などにより経営基盤の強化に努めた。また燃料電池や、太陽光とガス発電を組み合わせたダブル発電装置の研究開発や、世界最大級の液化天然ガスタンクの建設や、中部電力と協力した総延長18・5キロメートルの国内最長の海底ガスパイプラインである伊勢湾横断天然ガスパイプラインの施設など、液化天然ガス供給設備への投資を進めた。趣味はカラオケと読書。2016年秋の藍綬褒章受章。

## 略歴
- 1951年 愛知県名古屋市西区生まれ
- 1970年 東海中学校・高等学校卒業
- 1974年 一橋大学経済学部卒業、東邦瓦斯入社
- 1988年 国際大学大学院国際関係学研究科修了
- 1992年 東邦瓦斯ニューヨーク事務所長
- 1995年 東邦瓦斯企画部マネジャー
- 2000年 東邦瓦斯財務部長
- 2004年 東邦瓦斯取締役財務部長
- 2006年 東邦瓦斯取締役兼常務執行役員（企画部 財務部 広報部担当）
- 2008年 東邦瓦斯代表取締役社長兼社長執行役員、愛知県経営者協会副会長、日本ガス協会理事
- 2009年 中部日本放送取締役
- 2012年 東邦瓦斯代表取締役会長、日本ガス協会副会長、東海旅客鉄道取締役、ナゴヤキャッスル取締役、大垣共立銀行監査役、愛知時計電機監査役
- 2013年 名古屋商工会議所副会頭
- 2014年 ユニーグループ・ホールディングス取締役、一般財団法人中部生産性本部会長
- 2016年 東邦瓦斯取締役相談役、ユニー・ファミリーマートホールディングス取締役、愛知県公安委員会委員長[3]、藍綬褒章受章
  - 財団法人東海産業技術振興財団理事、公益財団法人名古屋国際芸術文化交流財団理事、公益財団法人内藤科学技術振興財団理事、環境パートナーシップ・CLUB副会長等も務める。